# KTM-19
71-619 (inoffiziell KTM-19) (russisch КТМ-19) ist die Bezeichnung eines von der Ust-Katawer Waggonbaufabrik in Ust-Kataw (Russland) gebauten Straßenbahntyps.

## Varianten
- 71-619K
- 71-619KT
- 71-619A